# مرگ یک رئیس‌جمهور (فیلم ۲۰۰۶)
مرگ یک رئیس‌جمهور (انگلیسی: Death of a President) فیلمی در ژانر تریلر سیاسی است که در سال ۲۰۰۶ منتشر شد. از بازیگران آن می‌توان به بکی آن بیکر اشاره کرد.